# Campeonato Maranhense Segunda Divisão 2017
In 2017 werd het 19de Campeonato Maranhense Segunda Divisão gespeeld voor clubs uit Braziliaanse staat Maranhão. De competitie werd gespeeld van 12 oktober tot 15 november en werd georganiseerd door de FMF. Bacabal werd kampioen.

## Eerste fase
Alle teams plaatsen zich ook voor de tweede fase. De winnaars van beide wedstrijden nemen het in de halve finale op tegen de verliezers van de andere wedstrijden. 
| Team #1  | Tot.  | Team #2     | 1ste wed | 2de wed |
| -------- | ----- | ----------- | -------- | ------- |
| Bacabal  | 3 - 5 | Timon       | 2 - 1    | 1 - 4   |
| Pinheiro | 1 - 2 | Expressinho | 1 - 1    | 0 - 1   |

### Tweede fase
|  | halve finale | halve finale | halve finale | halve finale |  |         | finale | finale | finale | finale |
|  |              |              |              |              |  |         |        |        |        |        |
|  |              |              |              |              |  |         |        |        |        |        |
|  | Bacabal      | 3            | 2            | 5            |  |         |        |        |        |        |
|  | Expressinho  | 0            | 0            | 0            |  |         |        |        |        |        |
|  |              |              |              |              |  | Bacabal | 3      | 3      | 6      |        |
|  |              |              |              |              |  | Timon   | 1      | 0      | 1      |        |
|  | Pinheiro     | 2            | 0            | 2            |  |         |        |        |        |        |
|  | Timon        | 2            | 3            | 5            |  |         |        |        |        |        |

Details finale
Heen
|                   |                         |       |               |                          |
| 11 november 16:00 | Bacabal                 | 3 – 1 | Timon         | Estádio Correão, Bacabal |
| 11 november 16:00 | Elton 19', 54' Cris 88' |       | 31' Wanderson | Estádio Correão, Bacabal |

| Bacabal | Timon |

Terug
|                   |       |                                |         |                            |
| 15 november 16:00 | Timon | 0 – 3                          | Bacabal | Estádio Miguel Lima, Timon |
| 15 november 16:00 |       | 21' Helton 68' Cris 77' Michel |         | Estádio Miguel Lima, Timon |

| Timon | Bacabal |

## Kampioen
| Campeonato Maranhense de 2017 - Segunda Divisão |
| Maranhão                                        |
| ----------------------------------------------- |
| BACABAL Kampioen (1° titel)                     |